# Roman Tomas
Roman Tomas (* 9. září 1980, Poprad) je bývalý slovenský hokejový útočník. Nejvíce sezón strávil v Popradu. Mezi jeho další působiště patřili Košice, Leninogorsk, Krakov, Třinec, Litvínov, HC Vítkovice Steel či Orli Znojmo.

## Hráčská kariéra
- 2000/2001 HC ŠKP Poprad (SVK1)
- 2001/2002 HC ŠKP Poprad (SVK1)
- 2002/2003 HC ŠKP Poprad (SVK1), HC Košice (SVK1)
- 2003/2004 HC ŠKP Poprad (SVK1)
- 2004/2005 HC ŠKP Poprad (SVK1), Něfťanik Leninogorsk (RUS2), Krakov (POL1)
- 2005-2006 HC Oceláři Třinec (E)
- 2006-2007 HC Oceláři Třinec (E)
- 2007-2008 HC Oceláři Třinec (E), HC Litvínov (E)
- 2008-2009 HC Lasselsberger Plzeň (E) BK Mladá Boleslav (E)
- 2009-2010 HC Oceláři Třinec (E)
- 2010-2011 HC Vítkovice Steel (E)
- 2011/2012 BK Mladá Boleslav (E)
- 2012/2013 HC ŠKP Poprad, KHL Medveščak Rakousko
- 2013/2014 MsHK DOXXbet Žilina
- 2014/2015 Orli Znojmo
- 2015/2016 Orli Znojmo